# Euniphysa tubifex
Euniphysa tubifex är en ringmaskart som först beskrevs av Crossland 1904.  Euniphysa tubifex ingår i släktet Euniphysa och familjen Eunicidae. Inga underarter finns listade i Catalogue of Life.